# Aciphylla dissecta
Aciphylla dissecta är en flockblommig växtart som först beskrevs av Thomas Kirk, och fick sitt nu gällande namn av Walter Reginald Brook Oliver. Aciphylla dissecta ingår i släktet Aciphylla och familjen flockblommiga växter. Inga underarter finns listade i Catalogue of Life.